# Jean-Louis Boncœur
Pour les articles homonymes, voir Boncœur.
 (janvier 2019).
Si vous disposez d'ouvrages ou d'articles de référence ou si vous connaissez des sites web de qualité traitant du thème abordé ici, merci de compléter l'article en donnant les références utiles à sa vérifiabilité et en les liant à la section « Notes et références ».
Édouard Lévêque, dit Jean-Louis Boncœur est un homme de lettres, conteur et comédien français né le 26 mai 1911 à La Châtre (Indre) et mort le 21 mars 1997 à Saint-Maur (Indre).
Professeur de lettres et d'arts plastiques, il est une des figures les plus célèbres du Berry.

## Biographie et œuvre
Edouard Lévêque est le père de Michel Lévêque, céramiste et sculpteur.

### Littérature et recherches
Le parcours artistique de Jean-Louis Boncœur est inséparable de sa carrière d'homme de théâtre. Pourtant, dès l'année 1930, Boncœur commence par écrire des poèmes, signés Édouard Lévêque mais aussi sous le pseudonyme de Léo de Vadequeur. Ses poèmes sont parfois des pastiches (La nuit est là, 1930), des vers d'inspiration romantique (L'extase neuve, 1932) ou rustique (Les moutons ou La complainte de l'innocent, 1932). Dès 1935 s'opère un premier tournant décisif qui oriente Boncœur vers le théâtre, qu'il avait déjà pratiqué lors de son cursus scolaire. Il fonde cette même année la troupe dramatique Comœdia, mettant en scène les œuvres de Musset, Courteline, Sarment et Labiche, et pour laquelle il écrit sa première pièce (Des ailes, 1937). Dès 1940, au profit des prisonniers de guerre, il crée la troupe Paris-Berry, avec laquelle il forge un personnage inspiré des poésies de Gabriel Nigond. 
Édouard Lévêque invente Jean-Louis Boncœur, berger observateur et moraliste, portant chapeau et limousine rayée, favoris blancs et visage buriné, appuyé sur son bâton de pèlerin. En 1942, le programme de la troupe annonce : Jean-Louis Boncœur dans ses créations nouvelles. Mais l'écrivain n'abandonne pas pour autant l'écriture dramaturgique. Il publie un drame (Saint-Jean d'été, 1947) puis une comédie (La Demande à Jean-Louis, 1948), dont la facture classique comporte une intrigue originale. Très habile dans la maîtrise du langage, Boncœur écrit enfin une pastorale en vers (La Pastoure et le maître d'école) en 1955.
Son œuvre poétique, quant à elle, se prolonge dès 1942 avec la composition de vers en patois berrichon (monologues du berger) et en parler du Croissant d'Eguzon-Chantôme. Dans la lignée de Gabriel Nigond ou de Jean Rameau, Boncœur livre des textes sensibles, tant humoristiques que graves, et dont il publie la totalité dans Le berger m'a dit... (1955-1978).
En 1953, l'écrivain publie son premier roman (Le moulin de la vieille morte), dans un style comparable à celui de Georges Simenon, qui obtiendra le prix Herriot. Mais Boncœur, excepté À Nohant chez la dame (1983), ne poursuivra pas d'aventure romanesque. C'est davantage par l'écriture des contes qu'il se fera remarquer, notamment avec Contes du Berry (1980), préfacés par Daniel-Rops ainsi que par Le Serpent d'Or (1980), à l'intention du jeune public. Nous lui devons également deux volumes consacrés aux pratiques magiques dans le centre de la France (Le Village aux sortilèges, 1979 ; Le Diable au champ, 1981).

### Peinture et dessin
Professeur d'arts plastiques pendant de longues années, Boncœur est devenu célèbre grâce à son style très particulier, qu'il signe "J-L" et "B" entouré d'un cœur. D'abord auteur de caricatures d'acteurs, il s'emploie à la peinture et entreprend notamment de grandes toiles d'inspiration cubiste (L'Exode, 1940 ; Les Quatre Saisons de la vie, 1940) ainsi que des tableaux de facture plus classique (Les Chants de Maldoror, [s.d]). Entièrement au service de son personnage, Boncœur abandonne la peinture pour se tourner davantage vers le dessin. 
Illustrateur de ses propres livres, il dessine d'abord des miniatures, très fines, à la manière des enlumineurs (in La Pastoure et le maître d'école, op. cit.), puis s'oriente vers un style rustique dont les traits sont plus grossiers (in Le berger m'a dit..., op. cit.). L'essentiel de son œuvre graphique se concentre autour de la célébration du monde paysan.

## Œuvres
- Des ailes (théâtre), inédit, 1937.

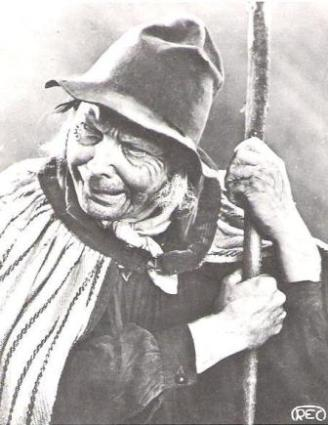
Dans la limousine du vieux berger

- Saint-Jean d'Eté (théâtre) [prix Nigond], Maintenance du Berry, 1947.
- La Demande à Jean-Louis (théâtre), Crépond-Leblond, 1948.
- La Pastoure et le maître d'école (théâtre), Écho du Berry, 1955.
- Le Moulin de la vieille morte (roman policier) [prix Herriot], Plon, 1955; Christian Pirot, 1983; 1992. Pavillon noir 2011
- Le berger m'a dit, recueil de poèmes du terroir, Echo du Berry, 1955.
- Le berger m'a dit, Contes du vieux Berry, Marcel Roussel, Châteauroux, 1962.
- Le berger m'a dit, Une veillée chez Jean-Louis Boncœur, tome I, Marcel Roussel, Châteauroux, 1969.
- Le berger m'a dit, Echos des traînes, tome II, Marcel Roussel, Châteauroux, 1971 et 1978.
- Le berger m'a dit, Tome 1 (Édition fac-similé du volume publié chez Roussel en 1962), Christian Pirot, 1987.
- Le berger m'a dit, l'écho des traînes (morceaux choisis), Royer, coll. "Mémoire vive", 2005.
- Le Berger m'a dit, l'intégrale, Alice Lyner, 2011.
- Contes du Berry, Aigurande, Réault, 1964 ; Magnard, coll. "Fantasia", 1978 ; Eponymes, 2011.
- Le Village aux sortilèges (ethnologie), Paris, Fayard, 1979.
- Airs, chants et danses du Berry (musique), Horvath, 1980.
- Le Berry d'autrefois, Horvath, 1980 ; Le Mot Passant, 2006.
- Le Diable aux champs (ethnologie), Paris, Fayard, 1981.
- À Nohant chez la dame (roman), Editions Horvath, Roanne/Le Coteau, 1983
- Almanach du Berry : évènements mémorables; us et coutumes (ethnologie), Horvath, 1985.
- Cuisine et vins du Berry : 100 recettes faciles, Horvath, 1988.

## Discographie
(Liste non exhaustive)

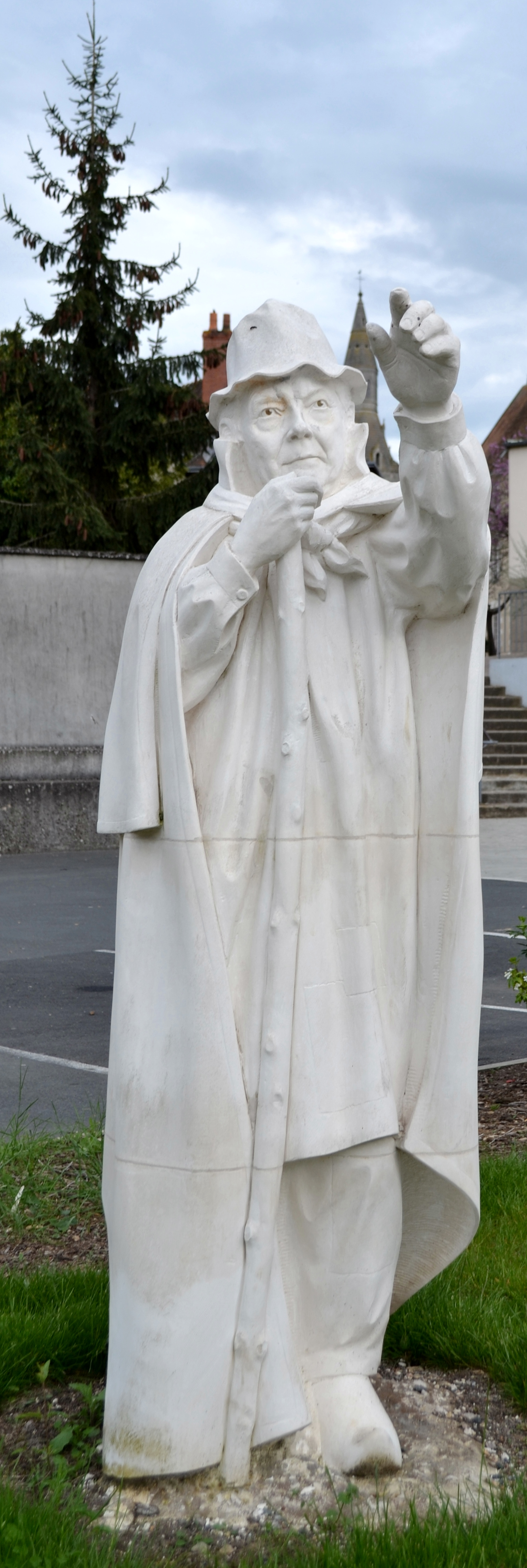
Statue de J.-L. Boncœur à La Châtre (Indre) sur la place qui porte son nom.

- Veillées de chez nous, volume I (A ma vielle - Ma vieille "La Fraisie" - La parisienne), Ducretet Thomson, 45 T, 1959.
- Veillées de chez nous, volume II (P'tit ange - Ch'ti grapiaud - Le luma), Ducretet Thomson, 45 T, 1959.
- La bounne âne - Le bon remède, Barclay, 45 T, s. d.
- Les Contes de la limousine interprétés par Jean-Louis Boncœur, Le Vagabond, 33 T, 1981.
- Échos du Berry, Barclay, 33 T, s.d.
- Le Berry de Jean-Louis Boncœur, Lyrion music, 33 T, s.d.
- Le Berger du Berry : contes gris et roses, Disc'rouet, 33 T, s.d
- Le Berry d'hier, volumes I - II - III, Le Vagabond, 1984.
- Hommage à Jean-Louis Boncœur : Veillées, airs, chants et danses du Berry, Eponymes, 2011.

## Noms associés et amis
- Aurore Sand (1866-1961), petite-fille de George Sand (préfacière de Saint-Jean d'été, 1947.)
- Hugues Lapaire, écrivain (1869-1967) (préfacier de La Pastoure et le maître d'école, 1955.)
- Pierre Panis, écrivain (note sur le mariage in La Demande à Jean-Louis, 1948.)
- Pierre de Boisdeffre (1926-2002), écrivain et journaliste (préfacier de Le berger m'a dit, I)
- Daniel-Rops, de l'Académie française (préfacier de Le berger m'a dit, II)
- Guy Vanhor (1890-1969), écrivain et journaliste (préfacier de La Demande à Jean-Louis, 1948)

### Vidéographie
- Le Berry de Jean-Louis Boncœur, Lancosme multimédia, 1992/1994 ; 2004.